# Мaчкoв брк
Мачков брк (Nigella damascena) је биљка која припада породици жабњака. Потиче из јужне Европе, али такође расте и у предјелу Африке, Азије , али се и поред тога гаји и у баштама на простору Сјеверне Америке. Мачков брк је једногодишња биљка, чији су цвјетови звјезданог облика, вишеструко раздијељени на врло танке линеарне сегменте. Стабљика је усправна и  расте до висине до 50 цм. Најчешће, цвијетови су бијеле или плаве боје, али  могу бити и розе или љубичасти, док су прашници ове биљке зелене боје. Плод мачковог брка је чахура која садржи пуно ситних сјеменки, које су црне боје. Највише расте на влажним и сунчаним мјестима, али је такође можемо наћи и на запуштеним мјестима поред пута и на властитом имању као коров. Ова биљка се сије у прољеће на мјеста која су изложена директном Сунцу у влажну земљу. Може се сијати у јесен, али  за бољи раст и развој ове биљке боље је да се она сије у прољеће. Сади се директно у земљу, јер ова биљка не подноси пресађивање. Мачков брк је биљка која је веома декоративна па се због тога користи као украс у аранжманима сувог цвијећа. Сјеменке ове биљке користе се и у козметичкој и парфемској индустрији.  Сродна биљка јој је црни ким, која је код нас заштићена биљка, чије се сјеменке користе и прехрамбеној индустрији. Мачков брк, у народу је познат и по називом дјевојчица у зеленом.

## Спољашњи извори
- Веб-сајт Плантеа
- Веб-сајт Баштованство